# والتر دانفورث بليس
والتر دانفورث بليس (بالإنجليزية: Walter Danforth Bliss) هو مهندس معماري أمريكي، ولد في 1874 في نيفادا في الولايات المتحدة، وتوفي بنفس المكان في 1956.